# Renewi Tour 2024
De 19e editie van de wielerwedstrijd Renewi Tour vond in 2024 plaats van 28 augustus tot en met 1 september en werd op Nederlandse en Belgische bodem verreden. De rittenwedstrijd, die deel uitmaakte van de UCI World Tour 2024-kalender, startte in Riemst en eindigde in Geraardsbergen. Titelverdediger was de Belg Tim Wellens, die daarnaast deze wedstrijd ook al eerder in 2014 en 2015 won.
Na vijf gereden etappes nam Wellens de leiderstrui over van zijn landgenoot Alec Segaert en zegevierde zodoende voor de vierde maal in zijn carrière in deze meerdaagse wedstrijd.

## Etappe-overzicht
| Etappe    | Datum       | Start        | Finish         | Type                | Afstand  | Winnaar          | Klassementsleider |
| --------- | ----------- | ------------ | -------------- | ------------------- | -------- | ---------------- | ----------------- |
| 1e etappe | 27 augustus | Riemst       | Bilzen         | Heuvelrit           | 163,6 km | Jonathan Milan   | Jonathan Milan    |
| 2e etappe | 28 augustus | Tessenderlo  | Tessenderlo    | Individuele tijdrit | 15,4 km  | Alec Segaert     | Alec Segaert      |
| 3e etappe | 29 augustus | Blankenberge | Ardooie        | Vlakke rit          | 185,5 km | Jonathan Milan   | Alec Segaert      |
| 4e etappe | 30 augustus | Oostburg     | Aalter         | Vlakke rit          | 178,5 km | Jasper Philipsen | Alec Segaert      |
| 5e etappe | 1 september | Menen        | Geraardsbergen | Heuvelrit           | 202,7 km | Arnaud De Lie    | Tim Wellens       |

## Etappe-uitslagen

### Eerste etappe
| Riemst – Bilzen (163,6 km) |                     |                         |          |
| Plaats                     | Naam                | Ploeg                   | tijd     |
| Winnaar                    | Jonathan Milan      | Lidl-Trek               | 3u41'01" |
| 2                          | Jasper Philipsen    | Alpecin-Deceuninck      | z.t.     |
| 3                          | Axel Zingle         | Cofidis                 | z.t.     |
| 4                          | Dylan Groenewegen   | Team Jayco AlUla        | z.t.     |
| 5                          | Paul Penhoët        | Groupama-FDJ            | z.t.     |
| 6                          | Gerben Thijssen     | Intermarché-Wanty       | z.t.     |
| 7                          | Matteo Trentin      | Tudor Pro Cycling Team  | z.t.     |
| 8                          | Elia Viviani        | INEOS Grenadiers        | z.t.     |
| 9                          | Davide Bomboi       | TDT-Unibet Cycling Team | z.t.     |
| 10                         | Iván García Cortina | Movistar Team           | z.t.     |

| Algemeen klassement |                   |                         |          |
| Plaats              | Naam              | Ploeg                   | Tijd     |
| Blauwe trui         | Jonathan Milan    | Lidl-Trek               | 3u40'41" |
| 2                   | Jasper Philipsen  | Alpecin-Deceuninck      | + 4"     |
| 3                   | Axel Huens        | TDT-Unibet Cycling Team | z.t.     |
| 4                   | Axel Zingle       | Cofidis                 | + 6"     |
| 5                   | Lars Craps        | Team Flanders-Baloise   | z.t.     |
| 6                   | Dylan Groenewegen | Team Jayco AlUla        | + 10"    |
| 7                   | Paul Penhoët      | Groupama-FDJ            | z.t.     |
| 8                   | Gerben Thijssen   | Intermarché-Wanty       | z.t.     |
| 9                   | Matteo Trentin    | Tudor Pro Cycling Team  | z.t.     |
| 10                  | Elia Viviani      | INEOS Grenadiers        | z.t.     |

### Tweede etappe
| Tessenderlo – Tessenderlo (15,4 km) individuele tijdrit |                       |                         |        |
| Plaats                                                  | Naam                  | Ploeg                   | tijd   |
| Winnaar                                                 | Alec Segaert          | Lotto-Dstny             | 16'59" |
| 2                                                       | Magnus Sheffield      | INEOS Grenadiers        | + 7"   |
| 3                                                       | Stefan Bissegger      | EF Education-EasyPost   | + 10"  |
| 4                                                       | Tobias Foss           | INEOS Grenadiers        | + 11"  |
| 5                                                       | Tim Wellens           | UAE Team Emirates       | + 16"  |
| 6                                                       | Ben Turner            | INEOS Grenadiers        | + 22"  |
| 7                                                       | Christophe Laporte    | Team Visma-Lease a Bike | + 23"  |
| 8                                                       | Filip Maciejuk        | Red Bull-BORA-hansgrohe | + 26"  |
| 9                                                       | Maximilian Schachmann | Red Bull-BORA-hansgrohe | + 27"  |
| 10                                                      | Alberto Bettiol       | Astana Qazaqstan Team   | + 28"  |

| Algemeen klassement |                       |                         |          |
| Plaats              | Naam                  | Ploeg                   | Tijd     |
| Blauwe trui         | Alec Segaert          | Lotto-Dstny             | 3u58'00" |
| 2                   | Magnus Sheffield      | INEOS Grenadiers        | + 7"     |
| 3                   | Tobias Foss           | INEOS Grenadiers        | + 11"    |
| 4                   | Tim Wellens           | UAE Team Emirates       | + 16"    |
| 5                   | Ben Turner            | INEOS Grenadiers        | + 22"    |
| 6                   | Christophe Laporte    | Team Visma-Lease a Bike | + 23"    |
| 7                   | Maximilian Schachmann | Red Bull-BORA-hansgrohe | + 27"    |
| 8                   | Alberto Bettiol       | Astana Qazaqstan Team   | + 28"    |
| 9                   | Rémi Cavagna          | Movistar Team           | + 30"    |
| 10                  | Per Strand Hagenes    | Team Visma-Lease a Bike | + 32"    |

### Derde etappe
| Blankenberge – Ardooie (185,5 km) |                  |                       |          |
| Plaats                            | Naam             | Ploeg                 | tijd     |
| Winnaar                           | Jonathan Milan   | Lidl-Trek             | 3u57'17" |
| 2                                 | Jasper Philipsen | Alpecin-Deceuninck    | z.t.     |
| 3                                 | Max Walscheid    | Team Jayco AlUla      | z.t.     |
| 4                                 | Arnaud Démare    | Arkéa-B&B Hotels      | z.t.     |
| 5                                 | Gleb Syritsa     | Astana Qazaqstan Team | z.t.     |
| 6                                 | Jules Hesters    | Team Flanders-Baloise | z.t.     |
| 7                                 | Gerben Thijssen  | Intermarché-Wanty     | z.t.     |
| 8                                 | Davide Persico   | Bingoal WB            | z.t.     |
| 9                                 | Stefan Bissegger | EF Education-EasyPost | z.t.     |
| 10                                | Arnaud De Lie    | Lotto-Dstny           | z.t.     |

| Algemeen klassement |                       |                         |          |
| Plaats              | Naam                  | Ploeg                   | Tijd     |
| Blauwe trui         | Alec Segaert          | Lotto-Dstny             | 7u55'17" |
| 2                   | Magnus Sheffield      | INEOS Grenadiers        | + 7"     |
| 3                   | Tobias Foss           | INEOS Grenadiers        | + 11"    |
| 4                   | Tim Wellens           | UAE Team Emirates       | + 16"    |
| 5                   | Ben Turner            | INEOS Grenadiers        | + 22"    |
| 6                   | Christophe Laporte    | Team Visma-Lease a Bike | + 23"    |
| 7                   | Jonathan Milan        | Lidl-Trek               | z.t.     |
| 8                   | Maximilian Schachmann | Red Bull-BORA-hansgrohe | + 27"    |
| 9                   | Alberto Bettiol       | Astana Qazaqstan Team   | + 28"    |
| 10                  | Rémi Cavagna          | Movistar Team           | + 30"    |

### Vierde etappe
| Oostburg – Aalter (178,5 km) |                    |                           |          |
| Plaats                       | Naam               | Ploeg                     | tijd     |
| Winnaar                      | Jasper Philipsen   | Alpecin-Deceuninck        | 3u37'08" |
| 2                            | Christophe Laporte | Team Visma-Lease a Bike   | z.t.     |
| 3                            | Arnaud De Lie      | Lotto-Dstny               | z.t.     |
| 4                            | Paul Penhoët       | Groupama-FDJ              | z.t.     |
| 5                            | Bram Welten        | Team dsm-firmenich PostNL | z.t.     |
| 6                            | Phil Bauhaus       | Bahrain-Victorious        | z.t.     |
| 7                            | Matteo Trentin     | Tudor Pro Cycling Team    | z.t.     |
| 8                            | Jonathan Milan     | Lidl-Trek                 | z.t.     |
| 9                            | Milan Fretin       | Cofidis                   | z.t.     |
| 10                           | Sebastián Molano   | UAE Team Emirates         | z.t.     |

| Algemeen klassement |                       |                         |           |
| Plaats              | Naam                  | Ploeg                   | Tijd      |
| Blauwe trui         | Alec Segaert          | Lotto-Dstny             | 11u32'25" |
| 2                   | Magnus Sheffield      | INEOS Grenadiers        | + 7"      |
| 3                   | Tobias Foss           | INEOS Grenadiers        | + 11"     |
| 4                   | Tim Wellens           | UAE Team Emirates       | + 16"     |
| 5                   | Christophe Laporte    | Team Visma-Lease a Bike | + 17"     |
| 6                   | Jasper Philipsen      | Alpecin-Deceuninck      | + 21"     |
| 7                   | Ben Turner            | INEOS Grenadiers        | + 22"     |
| 8                   | Jonathan Milan        | Lidl-Trek               | + 23"     |
| 9                   | Maximilian Schachmann | Red Bull-BORA-hansgrohe | + 27"     |
| 10                  | Alberto Bettiol       | Astana Qazaqstan Team   | + 28"     |

### Vijfde etappe
| Menen – Geraardsbergen (202,7 km) |                    |                                 |          |
| Plaats                            | Naam               | Ploeg                           | tijd     |
| Winnaar                           | Arnaud De Lie      | Lotto-Dstny                     | 4u30'56" |
| 2                                 | Tim Wellens        | UAE Team Emirates               | + 5"     |
| 3                                 | Valentin Madouas   | Groupama-FDJ                    | + 17"    |
| 4                                 | Rick Pluimers      | Tudor Pro Cycling Team          | z.t.     |
| 5                                 | Stan Dewulf        | Decathlon AG2R La Mondiale Team | z.t.     |
| 6                                 | Matej Mohorič      | Bahrain-Victorious              | z.t.     |
| 7                                 | Per Strand Hagenes | Team Visma-Lease a Bike         | z.t.     |
| 8                                 | Axel Zingle        | Cofidis                         | + 39"    |
| 9                                 | Christophe Laporte | Team Visma-Lease a Bike         | + 41"    |
| 10                                | Paul Penhoët       | Groupama-FDJ                    | + 43"    |

| Algemeen klassement |                       |                                 |           |
| Plaats              | Naam                  | Ploeg                           | Tijd      |
| Blauwe trui         | Tim Wellens           | UAE Team Emirates               | 16u03'28" |
| 2                   | Alec Segaert          | Lotto-Dstny                     | + 40"     |
| 3                   | Per Strand Hagenes    | Team Visma-Lease a Bike         | + 42"     |
| 4                   | Christophe Laporte    | Team Visma-Lease a Bike         | + 51"     |
| 5                   | Stan Dewulf           | Decathlon AG2R La Mondiale Team | + 55"     |
| 6                   | Jasper Philipsen      | Alpecin-Deceuninck              | + 57"     |
| 7                   | Ben Turner            | INEOS Grenadiers                | + 58"     |
| 8                   | Matej Mohorič         | Bahrain-Victorious              | + 1'01"   |
| 9                   | Maximilian Schachmann | Red Bull-BORA-hansgrohe}        | + 1'03"   |
| 10                  | Alberto Bettiol       | Astana Qazaqstan Team           | + 1'04"   |

## Klassementsleiders
| Etappe | Winnaar          | Algemeen klassement | Puntenklassement | Jongerenklassement | Super8-strijdlustklassement | Ploegen                 |
| 1      | Jonathan Milan   | Jonathan Milan      | Jonathan Milan   | Arnaud De Lie      | Jordy Bouts                 | Lidl-Trek               |
| 2      | Alec Segaert     | Alec Segaert        | Alec Segaert     | Alec Segaert       | Jordy Bouts                 | INEOS Grenadiers        |
| 3      | Jonathan Milan   | Alec Segaert        | Jonathan Milan   | Alec Segaert       | Jordy Bouts                 | INEOS Grenadiers        |
| 4      | Jasper Philipsen | Alec Segaert        | Jasper Philipsen | Alec Segaert       | Jordy Bouts                 | INEOS Grenadiers        |
| 5      | Tim Wellens      | Tim Wellens         | Jasper Philipsen | Alec Segaert       | Jordy Bouts                 | Team Visma-Lease a Bike |

1948 · 1949 · 1950 · 1951 · 1952 · 1953 · 1954 · 1955 · 1956 · 1957 · 1958 · 1959 · 1960 · 1961 · 1962 · 1963 · 1964 · 1965 · 1966 · 1967 · 1968 · 1969 · 1970 · 1971 · 1972 · 1973 · 1974 · 1975 · 1976 · 1977 · 1978 · 1979 · 1980 · 1981 · 1982 · 1983 · 1984 · 1985 · 1986 · 1987 · 1988 · 1989 · 1990 · 1991 · 1992 · 1993 · 1994 · 1995 · 1996 · 1997 · 1998 · 1999 · 2000 · 2001 · 2002 · 2003 · 2004 · 2005 · 2006 · 2007 · 2008 · 2009 · 2010 · 2011 · 2012 · 2013 · 2014 · 2015 · 2016 · 2017 · 2018 · 2019 · 2020 · 2021 · 2022 · 2023 · 2024
Tour Down Under ·
Great Ocean Road Race ·
Ronde van de Verenigde Arabische Emiraten ·
Omloop Het Nieuwsblad ·
Strade Bianche ·
Parijs-Nice · 
Tirreno-Adriatico · 
Milaan-San Remo ·
Ronde van Catalonië ·
Classic Brugge-De Panne ·
E3 Saxo Classic ·
Gent-Wevelgem ·
Dwars door Vlaanderen ·
Ronde van Vlaanderen ·
Ronde van het Baskenland ·
Parijs-Roubaix ·
Amstel Gold Race ·
Waalse Pijl ·
Luik-Bastenaken-Luik ·
Ronde van Romandië ·
Eschborn-Frankfurt ·
Ronde van Italië ·
Critérium du Dauphiné ·
Ronde van Zwitserland ·
Ronde van Frankrijk ·
Clásica San Sebastián ·
Ronde van Polen ·
Bretagne Classic ·
BEMER Cyclassics ·
Renewi Tour ·
Ronde van Spanje ·
GP van Quebec ·
GP van Montreal ·
Ronde van Lombardije ·
Ronde van Guangxi